# Filó (voleibolista)
Ericleia Bodziak, mais conhecida como Filó (Curitiba, 26 de setembro de 1969), é uma jogadora brasileira de voleibol.

## Carreira
Filó integrou  a  seleção brasileira  desde as categorias de base permanecendo  de 1988 -1996.
Pela seleção adulta conquistou a medalha de prata nos sul-americanos  de  1988 e 1993, realizados respectivamente em  Caracas e Cuzco. No ano de 1989 pela seleção juvenil conquistou a medalha de ouro  no Campeonato Mundial de Voleibol Feminino Sub-20 , disputado em  Lima. 
Também compôs Seleção Brasileira de Voleibol Feminino  na conquista da primeira medalha olímpica do vôlei feminino, ocorrida nos Jogos de Atlanta em 1996, marcada pela derrota nas semifinais e confusões com a equipe cubana  nos vestiários.Antes desta competição obteve a medalha de prata na copetição BCV Cup, realizada na Suiça 
Apesar de ser uma boa jogadora, nunca teve muito destaque; porém, o técnico Bernardinho sempre a colocava em quadra para fechar bloqueios e sacar. Filó sempre foi reserva e disputou pela seleção brasileira apenas uma edição dos Jogos Olímpicos. Ainda assim foi responsável pelo último ponto da disputa de bronze que garantiu a medalha em 1996.
Ainda em 1996, dois meses depois da olimpíada, Filó e suas companheiras  têm a revanche contra  as cubanas no Grand Prix de Voleibol, derrotando-as na fase final da competição, tendo uma regularidade  no bloqueio , no ataque e saque. Ao final do jogo protagoniza juntamente com Ana Paula uma série de provocações as adversárias  que culminou em punição para ela e demais envolvidas, desfalcando a equipe para o jogo decisivo contra a equipe russa. 
Como reserva Filó entrava em quadra substituindo grandes jogadoras como Ana Moser, Márcia Fú, Fernanda Venturini, entre outras. Dois meses depois, em 2010, jogava pelo Reggio Emilia da segunda divisão italiana. É casada desde 2007 com o italiano Daniele Giorgi, e tem uma filha, Yasmin, que também joga vôlei.

## Clubes
| Clube                              | País   | De   | Até  |
| ---------------------------------- | ------ | ---- | ---- |
| Círculo Militar                    | Brasil | 198? | 198? |
| SC Juiz de Fora                    | Brasil | 198? | 198? |
| Pirelli                            | Brasil | 1987 | 1988 |
| Lufkin EC                          | Brasil | 1989 | 1991 |
| Pallavolo Nausicaa Reggio Calabria | Itália | 1991 | 1991 |
| Translitoral/Guarujá               | Brasil | 1992 | 1993 |
| Ponto Frio                         | Brasil | 1993 | 1995 |
| Tensor/Pinheiros                   | Brasil | 1995 | 1996 |
| Leites Nestlé                      | Brasil | 1996 | 1997 |
| Uniban/São Caetano E.C.            | Brasil | 1997 | 1998 |
| Uniban/São Bernardo                | Brasil | 1998 | 1999 |
| C.R. Flamengo                      | Brasil | 1999 | 2000 |
| Forme Cucine Veca Soliera          | Itália | 2000 | 2001 |
| Gelati Gelma Seap Aragona          | Itália | 2001 | 2002 |
| Rexona                             | Brasil | 2002 | 2003 |
| Rota Mercato S. Severino           | Itália | 2007 | 2008 |
| Engeco Volley Lamezia              | Itália | 2008 | 2009 |
| Reggio Emilia                      | Itália | 2009 | 2012 |